# Musée d'art local de Marioupol
 (avril 2022).
La mise en forme du texte ne suit pas les recommandations de Wikipédia : il faut le « wikifier ».
Les points d'amélioration suivants sont les cas les plus fréquents :
- Les titres sont pré-formatés par le logiciel. Ils ne sont ni en capitales, ni en gras.
- Le texte ne doit pas être écrit en capitales (les noms de famille non plus), ni en gras, ni en italique, ni en « petit »…
- Le gras n'est utilisé que pour surligner le titre de l'article dans l'introduction, une seule fois.
- L'italique est rarement utilisé : mots en langue étrangère, titres d'œuvres, noms de bateaux, etc.
- Les citations ne sont pas en italique mais en corps de texte normal. Elles sont entourées par des guillemets français : « et ».
- Les listes à puces sont à éviter, des paragraphes rédigés étant largement préférés. Les tableaux sont à réserver à la présentation de données structurées (résultats, etc.).
- Les appels de note de bas de page (petits chiffres en exposant, introduits par l'outil «  Source ») sont à placer entre la fin de phrase et le point final[comme ça].
- Les liens internes (vers d'autres articles de Wikipédia) sont à choisir avec parcimonie. Créez des liens vers des articles approfondissant le sujet. Les termes génériques sans rapport avec le sujet sont à éviter, ainsi que les répétitions de liens vers un même terme.
- Les liens externes sont à placer uniquement dans une section « Liens externes », à la fin de l'article. Ces liens sont à choisir avec parcimonie suivant les règles définies. Si un lien sert de source à l'article, son insertion dans le texte est à faire par les notes de bas de page.
- La présentation des références doit suivre les conventions bibliographiques. Il est recommandé d'utiliser les modèles {{Ouvrage}}, {{Chapitre}}, {{Article}}, {{Lien web}} et/ou {{Bibliographie}}. Le mode d'édition visuel peut mettre en forme automatiquement les références.
- Insérer une infobox (cadre d'informations à droite) n'est pas obligatoire pour parachever la mise en page.

Pour une aide détaillée, merci de consulter Aide:Wikification.
Si vous pensez que ces points ont été résolus, vous pouvez retirer ce bandeau et améliorer la mise en forme d'un autre article.
Le musée d'art local de Marioupol  (en ukrainien : Маріупольський краєзнавчий музей) se situe au 20 de la rue Gueorguievskaïa à Marioupol. Il dispose de trois annexes ailleurs. Il est détruit en avril 2022 au cours du siège de Marioupol.

## Histoire
Le musée est fondé le 6 février 1920 par le département de l'instruction publique du comité révolutionnaire de Marioupol. Il s'agit du premier musée d'État ouvert dans la région de Donetsk. Il obtient le statut de musée régional en 1937, sous le nom de musée d'art et tradition locale de la région de Donetsk. Lorsqu'un musée régional sur le même thème ouvre en 1950 à Stalino (aujourd'hui Donetsk), le musée de Marioupol ne devient plus qu'un musée d'importance locale.
Le musée est détruit en avril 2022 au cours du siège de Marioupol; mais une partie des collections a pu être mise à l'abri,.

## Objectifs du musée
L'ouverture, dans la région de la mer d'Azov de réserves naturelles : 
- Khomoutovsky en 1926,
- Bilossaraï Spit en 1927,
- Pierres tombales en 1927 dans la région de Nazarivka[5],[2]

Organiser des expositions permanentes et animer les annexes :
- Musée d'art Arkhip Kouïndji ;
- le Musée d'histoire et d'ethnographie des Grecs de la région de la mer d'Azov à Sartana ;
- le centre d'art contemporain Kouïndji.

### Collections
Le musée possède une collection numismatique, une collection de peintures et une collection archéologique.